# Chagasia
Chagasia é um género de mosquito  presentes nas americas central e do Sul. Tendo habitos silvestres, tanto a larva quanto o adulto, larvas criam-se em pequenos córregos em areas protegidas da correntes como entre as raízes e detritos vegetais nas margens de riachos de fundo arenoso e águas límpidas, como o de encostas das montanhas.

## Espécies[1]
- Chagasia bathana (Dyar, 1928)
  - Ocorrência: Belize, Colômbia, Costa Rica, Equador, Guatemala, México, Nicarágua, Panamá, Peru, Venezuela e Guiana francesa
- Chagasia bonneae Root, 1927
  - Ocorrência: Bolívia, Brasil, Colômbia, Peru, Suriname e Guiana francesa
- Chagasia fajardi (Lutz, 1904)  - Espécies Tipo
  - Ocorrência: Argentina, Brasil, Colômbia, Guiana e Peru
- Chagasia rozeboomi Causey, Deane & Deane, 1944
  - Ocorrência: Brasil

## Referência
1. ↑  «Genus CHAGASIA». pp. Systematic Catalog of the Culicidae. Consultado em 8 de Julho de 2007

### Referência bibliográfica
- Consoli RAGB, Lourenço-de-Oliveira R. Principais mosquitos de importância sanitária no Brasil. Editora Fundação Instituto Oswaldo Cruz, Rio de Janeiro, Brasil, 1994.
- Cruz, O. G. 1906. Um Novo Género da Sub-Família Anophelina. Brazil-Médico. 20: 199-200.
- Edwards, F. W. 1932. Genera Insectorum - Diptera Family Culicidae. 258 pages.